# À l'ombre des Séraphins
Pour plus de détails, voir Fiche technique et Distribution.
À l'ombre des Séraphins est un film roumain réalisé par Daniel Sandu et sorti en 2017.

## Fiche technique
- Titre : À l'ombre des Séraphins
- Titre original : Un pas în urma serafimilor
- Réalisation : Daniel Sandu
- Scénario : Daniel Sandu
- Photographie : George Dascalescu
- Costumes : Ciresica Cuciuc
- Décors : Adrian Cristea et Anamaria Tecu
- Son : Marius Leftãrache, Daniel Soare et Marian Balan
- Montage : Mircea Olteanu
- Société de production : Hi Film Productions
- Pays de production :  Roumanie
- Durée : 150 minutes
- Dates de sortie : 
  - Roumanie : 22 septembre 2017[1]
  - France : 4 février 2020[2]

## Distribution
- Stefan Iancu
- Vlad Ivanov
- Toto Dumitrescu
- Cristian Bota
- Alfred Wegeman
- Stefan Mihai
- Ali Amir
- Lucian Pavel
- Niko Becker
- Marian Popescu

## Distinctions

### Récompenses
- Atlas d'argent de la mise en scène - Arras Film Festival 2018[3]

### Sélections
- Bucharest International Film Festival 2018
- Festival international du film d'Athènes 2018
- Festival international du premier film d'Annonay 2019